# 曾我兄弟狩場の曙
『曾我兄弟狩場の曙』（そがきょうだいかりばのあけぼの）は、1908年（明治41年）製作・公開、M・パテー商会製作・配給による日本のサイレント映画、時代劇の剣戟映画である。

## 略歴・概要
梅屋庄吉率いるM・パテー商会は現在の日活の前身の一社で、東京を拠点として、映画の製作・配給を行っていた商社である。従来、外国映画の配給を行っていたが、1908年（明治41年）、浅草公園六区に新設された映画館・大勝館からの依頼で、同館の舞台に出演している中村歌扇の少女歌舞伎を出演させて本作を製作することになった。本作をきっかけに、同社は映画製作を始めることになる。
同社には、撮影に関する技術も現像設備もなかったので、浅草の鶴淵幻燈店に発注、同店の現像技師・西川源一郎が技師を務めた。河竹黙阿弥の『夜討曾我狩場曙』をモチーフに、撮影は浅草・伝法院の境内に書割の背景を幕で張り、それをバックに撮影した。本作は、同年9月30日に製作依頼元である大勝館で公開された。
本作の上映用プリントは、現在、東京国立近代美術館フィルムセンターには所蔵されておらず、マツダ映画社のリストにも本作の題名は見当たらない。現時点では、鑑賞することの不可能な作品である。

## スタッフ・作品データ・キャスト
- 製作・監督 : 梅屋庄吉
- 撮影・編集 : 西川源一郎
- 出演 : 中村歌扇、少女歌舞伎一座[1]

- 製作 : M・パテー商会
- 製作協力 : 鶴淵幻燈店
- 上映時間（メートル） : 不明
- フォーマット : 白黒映画 - スタンダードサイズ（1.33:1） - サイレント映画
- 初回興行 : 浅草・大勝館

## 関連事項
- 1908年の日本公開映画

## 註
1. 1 2 3 4 5 6  『日本映画発達史 I 活動写真時代』 、田中純一郎、中公文庫、1975年12月10日 ISBN 4122002850, p.155-160.
2. ↑  曽我兄弟狩の曙、日本映画データベース、2010年3月15日閲覧。
3. ↑  所蔵映画フィルム検索システム、東京国立近代美術館フィルムセンター、2010年3月15日閲覧。
4. ↑  主な所蔵リスト 劇映画＝邦画篇、マツダ映画社、2010年3月15日閲覧。